# Polytepalum
Polytepalum  (лат.) — монотипный род двудольных растений семейства Гвоздичные (Caryophyllaceae), включающий вид Polytepalum angolense Suess. & Beyerle. Выделен ботаниками Карлом Сюссенгутом и К. Ричардом Бейерлом в 1938 году.

## Распространение, описание
Единственный вид является эндемиком Анголы, распространённый на юго-западе страны.
Полукустарники. Стебель прямостоячий, покрыт белыми волосками. Листья мутовчатые, ланцетные, прилистники очень мелкие. Соцветие — метёлка. Цветки обоеполые, белого цвета. Плоды с многочисленными семенами.